# Sjarhej Kandrac'eŭ
Sjarhej Aljaksandravič Kandrac'eŭ (in bielorusso Сяргей Аляксандравіч Кандрацьеў?; Minsk, 2 febbraio 1990) è un ex calciatore bielorusso, di ruolo difensore.

## Carriera

### Club
Ha giocato nella prima divisione bielorussa.

### Nazionale
Ha giocato nelle nazionali giovanili bielorusse Under-17, Under-19 ed Under-21.